# مانوئل الکساندره
مانوئل الکساندره (اسپانیایی: Manuel Alexandre‎؛ ‏ ۱۱ نوامبر ۱۹۱۷ – ۱۲ اکتبر ۲۰۱۰) بازیگر اهل اسپانیا بود. وی بین سال‌های ۱۹۴۷ تا ۲۰۱۰ میلادی فعالیت می‌کرد.
او بابت فعالیت‌های هنری‌اش، در سال ۲۰۰۳ میلادی، برندهٔ جایزه گویا شد. وی همچنین «مدال زرین شایستگی در کار» (۱۹ ژانویه ۲۰۰۴) و نشان صلیب بزرگ شوالیه غیرنظامی آلفونسوی دهم (۲۰ ژوئن ۲۰۰۸) را بابت خدمات فرهنگی-هنری‌اش دریافت نمود.
از فیلم‌هایی که وی در آن‌ها نقش داشته است، می‌توان به انتقام زورو، همگی به‌سوی زندان، جنگل افسون‌شده، راز لباس سرخ، دست مردی مرده، آوای بلوز مرگ، خون‌آشام‌های ۱۹۳۰، سرقت در ساعت ۳، سرقت در ساعت ۳... و نیم، گاوبازی، باد خشمگین، زنده‌باد عروس و داماد و و در سال سوم، او دوباره برخاست اشاره نمود.